# Hermann Diels

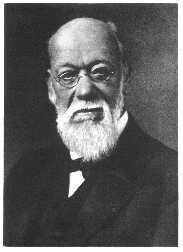
Undatierte Fotografie von Hermann Diels

Hermann Alexander Diels (* 18. Mai 1848 in Biebrich am Rhein, Herzogtum Nassau; † 4. Juni 1922 in Berlin-Dahlem) war ein deutscher Altphilologe, Philosophiehistoriker und Religionswissenschaftler.

## Leben

### Kindheit und Jugend
Hermann Diels, geboren und aufgewachsen in Wiesbaden als Sohn des Volksschullehrers und Stationsvorstehers Ludwig Diels (* 8. August 1820; † 2. Juni 1872) und dessen Frau Emma Diels, geborene Rossel (* 18. August 1817; † 29. Oktober 1885), entwickelte schon früh ein reges naturwissenschaftliches Interesse, dessen weitere Förderung allerdings die bescheidenen Mittel der Familie überstieg. In der Folge wandte er sich nach Absolvierung des Gymnasiums dem Studium der Altphilologie zu.

### Studium

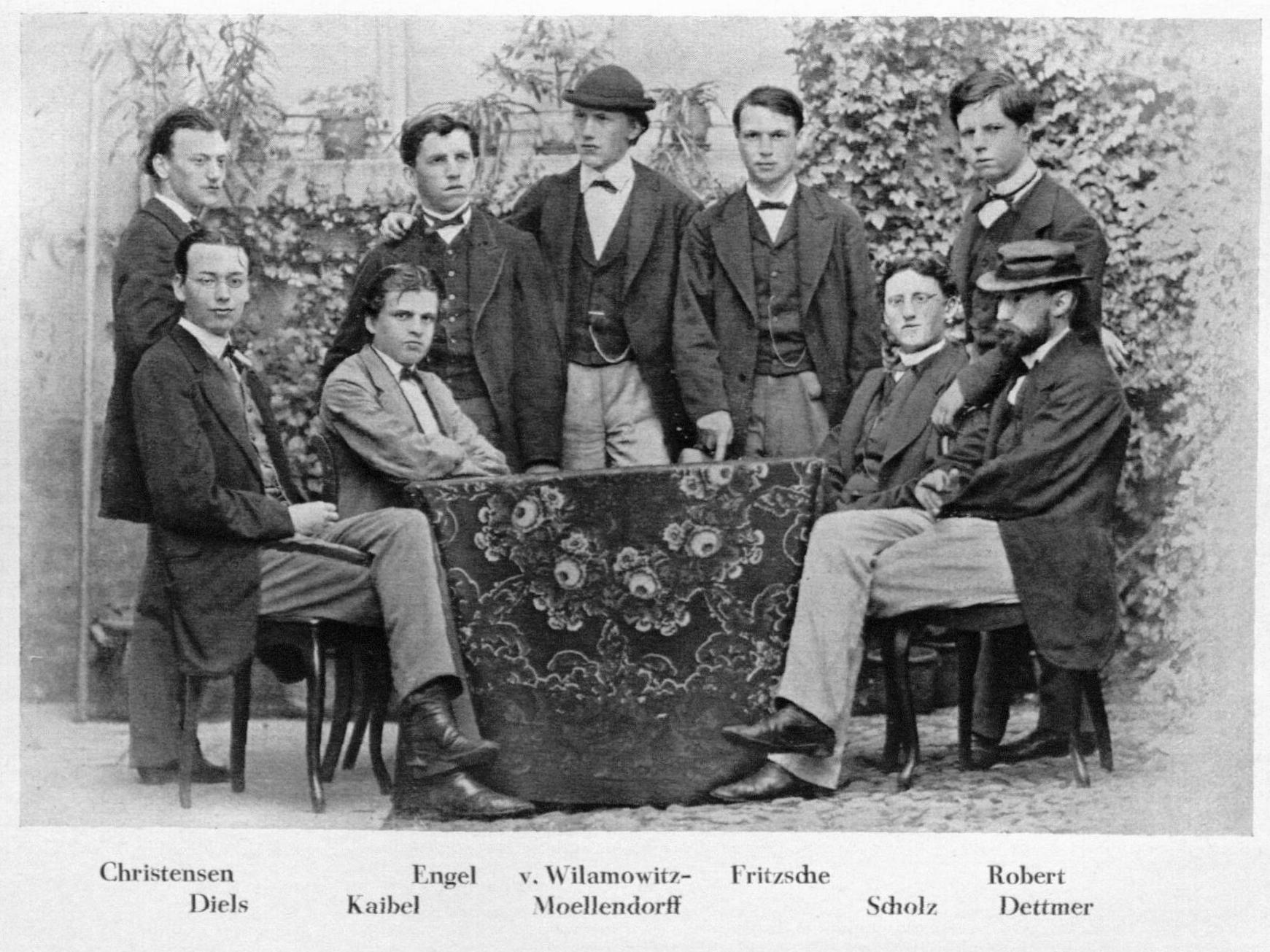
Diels (links, sitzend) im Kreis seiner Mitstudenten (Bonn 1869)

Unterstützt von seinem Onkel Karl Rossel (Lehrer, später Sekretär des Vereins für Nassauische Altertumskunde in Wiesbaden, * 10. Dezember 1815; † 2. Juli 1872) begann Diels im April 1867 sein altphilologisches Studium in Berlin, wechselte aber schon 1868 nach Bonn, wo er im Dezember 1870 bei Hermann Usener mit der Arbeit De Galeni historia philosopha promovierte. Hier machte er auch die Bekanntschaft von Carl Robert und besonders Ulrich von Wilamowitz-Moellendorff, mit denen ihn fortan eine enge Freundschaft verband.
Am 8. Juli 1871 legte Diels das Lehrerexamen ab und arbeitete von Oktober 1872 bis 1877 als Gymnasiallehrer in Flensburg und Hamburg – ein Beruf, den er auch anschließend in Berlin noch weitere 5 Jahre bis 1882 ausübte.

### Wissenschaftliche Laufbahn

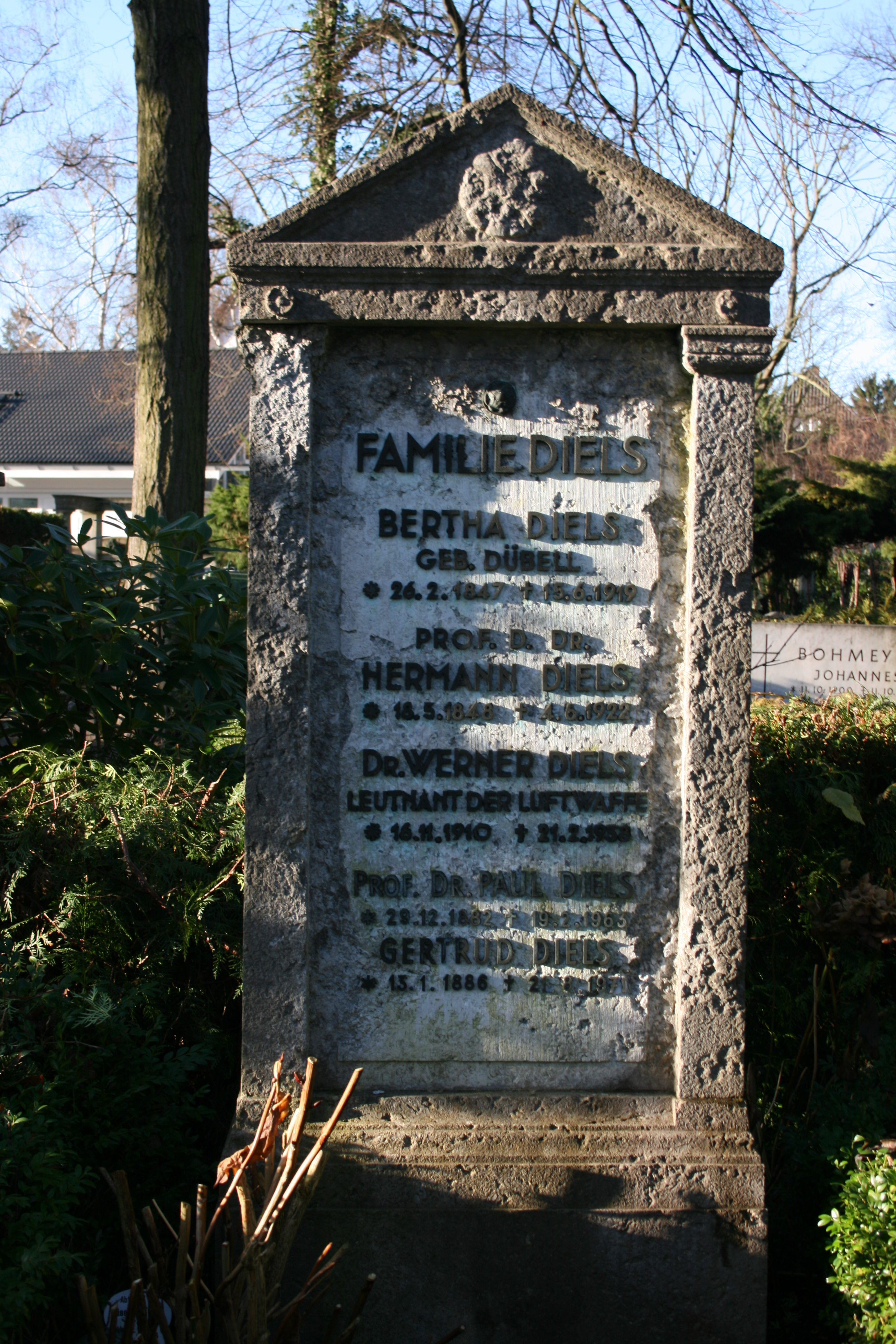
Familiengrab der Diels

Auf Betreiben Eduard Zellers kehrte Diels 1877 nach Berlin zurück, um dort am 1. Oktober eine Stelle als Redaktor der Commentaria in Aristotelem Graeca (dem Akademie-Projekt einer Gesamtedition der antiken griechischen Aristoteles-Kommentare) anzutreten. Im Juli 1881 erfolgte seine Wahl in Klasse und Plenum der Preußischen Akademie der Wissenschaften. Ein Jahr darauf erhielt er ein Extraordinariat an der Friedrich-Wilhelms-Universität und beendete seine Tätigkeit als Oberlehrer am Königstädtischen Gymnasium. 1886 wurde er Ordinarius. Es folgten 1891–92 das Dekanat und schließlich 1905–06 das Amt als Rektor.
In der Nachfolge Theodor Mommsens wurde er 1895 Sekretar der philosophisch-historischen Klasse der Akademie und hielt diese Funktion bis 1920, dem Jahr seiner Emeritierung.
Im Anschluss an eine Vortragsreise durch Skandinavien starb Diels am 4. Juni 1922 in Berlin-Dahlem an einem Herzinfarkt. Sein Grab befindet sich auf dem Berliner Friedhof Dahlem.

### Familie
Am 17. Juli 1873 heiratete er Berta Dübell (* 1847; † 15. Juni 1919). Mit ihr hatte Diels drei Söhne:
- Ludwig Diels (Botaniker; * 24. September 1874; † 30. November 1945)
- Otto Diels (Chemiker und Nobelpreisträger 1950; * 23. Januar 1876; † 7. März 1954)
- Paul Diels (Slawist; * 28. Dezember 1882; † 19. Februar 1963)

### Nachlass
Den Nachlass von Hermann Diels erwarb nach seinem Tod die Katholische Universität Löwen in Belgien (im Zuge des Wiederaufbaus ihrer während des Ersten Weltkriegs vernichteten Bestände). Zum Nachlass gehörte Diels’ umfangreiche Privatbibliothek, die neben tausenden Büchern auch hunderte Separatdrucke, Dissertationen und Programme enthielt, sowie eine Vielzahl von Notizen und einige Briefe philologischen Inhalts. Einige dieser Notizen und Briefe befanden sich in zwei großen Pappschachteln, andere waren bis 1930 in verschiedenen Büchern verstreut. Auf Initiative des Studenten Émile de Strycker und des Bibliotheksdirektors Etienne van Cauwenbergh wurden die verstreuten Notizen und Briefe verzeichnet und in separaten Umschlägen gesichert.
Im Zweiten Weltkrieg wurde die Universitätsbibliothek Löwen am 17. Mai 1940 als Vergeltungsmaßnahme von den deutschen Besatzungstruppen angezündet. Dabei ging der größte Teil von Diels’ Nachlass verloren; erhalten blieben nur 162 Werke, die vor dem Angriff in die Bibliothek des Seminars für Klassische Philologie überführt worden waren. Bei der Teilung der Universität Löwen in eine französischsprachige und eine flämischsprachige Universität 1970/71 wurde auch der Restbestand aus dem Nachlass Diels aufgeteilt.

## Werk
Im Schaffen Diels nehmen drei Werke eine herausragende Stellung ein: die Doxographi Graeci (1879), die Commentaria in Aristotelem Graeca (1882–1909) und Die Fragmente der Vorsokratiker (1903).
Nachdem bereits seine Promotionsschrift mit der Thematik der antiken Doxographien in Zusammenhang stand, führte Diels auf Anregung Useners diese Arbeit fort, an deren Ende die 1877 von der Preußischen Akademie der Wissenschaften preisgekrönten und 1879 veröffentlichten Doxographi Graeci standen. Mit diesem Werk wurden erstmals die Schriften der Doxographen in eine textkritische Ordnung gebracht und damit die Überlieferung der griechischen Philosophie in aufbereiteter und nachvollziehbarer Form der Forschung zur Verfügung gestellt.
Diese Arbeit war es wohl auch, die Zellers Interesse weckte und ihn bewog, den jungen Wissenschaftler für die Arbeit an den Commentaria in Aristotelem Graeca nach Berlin zu holen. In der Folgezeit, von 1882 bis zum Erscheinen des letzten Bandes 1909, übernahm Diels die Herausgabe der Commentaria und der erfolgreiche Abschluss dieses Projekts stellt einen bedeutenden Teil seines wissenschaftlichen Verdienstes dar. Er selbst bearbeitete dabei den Kommentar des Simplikios.
Sein einflussreichstes Werk aber waren vermutlich Die Fragmente der Vorsokratiker (1903). In ihnen stellte er erstmals Doxographien, Originalzitate und Fälschungen (jeweils versehen mit einer deutschen Übersetzung) klar gegeneinander und ermöglichte so einen schärferen Blick auf die Unterschiede zwischen Platon und Aristoteles einerseits und den Vorsokratikern andererseits. Erst durch dieses Buch von Diels wurde der Begriff Vorsokratiker richtig populär, wobei Diels – indem er auch Philosophen aufnahm, die nach Sokrates gelebt haben – offenbar nicht (wie spätere Philosophiehistoriker es taten) eine streng zeitliche Einordnung beabsichtigte, vielmehr eine Benennung all jener Philosophen vornahm, die von Sokrates bzw. der platonischen Schule gesondert gesehen werden können. Das Werk gliedert sich in einen Teil A mit frühen Dichtungen, Prosa sowie der Überlieferung der sieben Weisen, und einen Teil B, der die Vorsokratiker im engeren, also auch historischen Sinne behandelt. Ab 1934 (5. Aufl.) besorgte Walther Kranz die Herausgabe der Fragmente. Daher auch die Zitierweise: (Name des Philosophen), Diels/Kranz (bzw. DK), Nummer des Philosophen in den Fragmenten, Fragment-Kategorie (A für Berichte Antiker Schriftsteller, B für wörtliche Zitate oder C), Fragment-Nummer, (ggf. Verszahl). Also beispielsweise Parmenides DK 28 B 3 für das dritte Fragment aus Parmenides’ Lehrgedicht.
Daneben veröffentlichte Diels eine Vielzahl kleinerer Schriften unter anderem zur antiken Technologie und Medizin sowie zu religionswissenschaftlichen Fragen. Er initiierte 1907 das Corpus Medicorum Graecorum/Latinorum. Seine vorausgegangenen Handschriften der antiken Ärzte enthielten bereits zahlreiche Texte und Übersetzungen griechischer Ärzte.

## Ehrungen
- 1881: Ordentliches Mitglied der Preußischen Akademie der Wissenschaften zu Berlin
- 1891: Mitglied der Wissenschaftsakademie von Athen
- 29. Dezember 1896: Korrespondierendes Mitglied der Kaiserlichen Akademie der Wissenschaften zu St. Petersburg
- 12. November 1898: Korrespondierendes Mitglied der Bayerischen Akademie der Wissenschaften zu München
- 22. Dezember 1899: Korrespondierendes Mitglied der Académie des Inscriptions et Belles-Lettres zu Paris
- 13. Mai 1899: Korrespondierendes Mitglied der Königlichen Gesellschaft der Wissenschaften zu Göttingen
- 29. Mai 1900: Korrespondierendes Mitglied der Kaiserlichen Akademie der Wissenschaften zu Wien; 1917 Ehrenmitglied
- 5. Mai 1902: Assoziiertes Mitglied der Académie royale des Sciences, des Lettres et des Beaux-Arts de Belgique
- 4. April 1902: Mitglied der Königlichen Akademie der Wissenschaften zu Kopenhagen
- 4. Januar 1904: Honorary Member der Society for the Promotion of Hellenic Studies zu London
- 29. Juni 1904: Korrespondierendes Mitglied der British Academy zu London
- 26. September 1906: Ehrendoktorwürde der University of Aberdeen (utriusque iuris doctor et magister)
- 1907: Fellow der Royal Society of Litterature zu London
- 13. März 1907: Auswärtiges Ehrenmitglied der American Academy of Arts and Sciences zu Boston
- 19. Juli 1908: Auswärtiges Mitglied der Accademia dei Lincei zu Rom
- 1909: Ehrendoktorwürde der Universität Cambridge (D. Lt.)
- 24. April 1909: Mitglied der American Philosophical Society zu Philadelphia
- 23. Januar 1910: Auswärtiges Mitglied der Società reale di Napoli
- 9. Oktober 1910: Große Goldene Medaille für Kunst und Wissenschaft
- 12. Oktober 1910: Ehrendoktorwürde der Theologischen Fakultät der Berliner Friedrich-Wilhelm-Universität
- 3. November 1911: Wirkliches Mitglied im Auslande des Österreichischen Archäologischen Instituts zu Wien
- 1912: Ehrendoktorwürde der medizinischen Fakultät der Universität Freiburg im Breisgau
- 22. März 1912: Wirkliches Mitglied der Norwegischen Akademie der Wissenschaften zu Christiania (heute: Oslo)
- 10. April 1912: Ehrendoktorwürde  der Philosophischen Fakultät der Universität Athen
- September 1912: Ehrendoktorwürde der University of St Andrews (D. L. L.)
- November 1912: Auswärtiges Mitglied der Königlichen Wissenschafts- und Literaturgesellschaft in Göteborg
- 10. Mai 1913: Orden Pour le mérite für Wissenschaften und Künste
- 10. Juni 1916: Mitglied des Vereins der Freunde des humanistischen Gymnasiums zu Wien
- 29. April 1919: Auswärtiges Mitglied der Königlich Niederländischen Akademie der Wissenschaften[3]
- Mitglied der Königlichen Gesellschaft der Wissenschaften in Uppsala
- Ehrenmitglied des Akademisch-Philologischen Vereins Berlin (Göttinger Kartell)[4]

## Schriften
Bibliographie
- Hermann Diels: Kleine Schriften zur Geschichte der antiken Philosophie. Hrsg. von Walter Burkert. Wiss. Buchgesellschaft, Darmstadt 1969, S. XIV–XXVI

Auswahl der wissenschaftlichen Schriften
- Doxographi Graeci / coll., rec., prolegomenis indicibusque instruxit Hermannus Diels. Nachdruck der 4. Auflage von 1965: De Gruyter, Berlin 1979, ISBN 3-11-001373-8
- Die Fragmente der Vorsokratiker. 3 Bände., Nachdruck der 6. verbesserten Auflage von 1951/52: Weidmann, Zürich 1996, herausgegeben von Walter Kranz, ISBN 3-296-12201-X, ISBN 3-296-12202-8 und ISBN 3-296-12203-6
- Parmenides Lehrgedicht. Nachdruck der 1. Auflage von 1897 (herausgegeben von Jonathan Barnes, Rafael Ferber, Livio Rossetti): Academia Verlag, 2003, ISBN 3-89665-217-6
- Antike Technik: 7 Vorträge. 2., erweiterte Auflage, Teubner, Leipzig und Berlin 1920
- als Hrsg.: Anonymus londinensis ex Aristotelis Iatricis Menoniis et aliis medicis eclogae (= Supplementum Aristotelicum. Band 3,1). Reimer, Berlin 1893.
- Über die Excerpte von Menons Iatrika in dem Londoner Papyrus 137. In: Hermes. Band 28, 1893, S. 407–434.
- Die Handschriften der antiken Ärzte. (= Abh. Königl. Preuss. Akad. Wiss., Phil.-hist. Cl. [1905] 1–158, [1906] 1–115 und [1907] 1–72). Unveränderter, fotomechanischer Nachdruck der Ausgabe von 1905–07, Zentralantiquariat der DDR, Leipzig 1970
- Beiträge zur Zuckungsliteratur des Okzidents und Orients. Unveränderter, fotomechanischer Nachdruck, Zentralantiquariat der DDR, Leipzig 1970.
- Über die Schrift „Antipocras“ des Nicolaus von Polen. In: Sitzungsberichte der königlich Preußischen Academie der Wissenschaften, phil.-historische Klasse. Band 16, Berlin 1916, S. 376–394.

Briefausgaben
- William M. Calder III, Maximilian Braun, Dietrich Ehlers (Hrsg.): Philology and philosophy. The letters of Hermann Diels to Theodor and Heinrich Gomperz (1871–1922). Weidmann, Hildesheim 1995. ISBN 3-615-00172-9
- William M. Calder III, Maximilian Braun, Dietrich Ehlers (Hrsg.): „Lieber Prinz“. Der Briefwechsel zwischen Hermann Diels und Ulrich von Wilamowitz-Moellendorff (1869–1921). Weidmann, Hildesheim 1995. ISBN 3-615-00173-7
- Dietrich Ehlers (Hrsg.): Briefwechsel. Hermann Diels, Hermann Usener, Eduard Zeller. Akademie-Verlag, Berlin. 2 Bde. 1992. ISBN 3-05-001124-6

Vorlesung
- Johannes Saltzwedel (Hrsg.): Hermann Diels: "Griechische Philosophie". Vorlesungsmitschrift aus dem Wintersemester 1897/98. Steiner, Stuttgart 2009. ISBN 978-3-515-09609-6